# Maya Harris
Maya Lakshmi Harris (nacida el 30 de enero de 1967) es una abogada, defensora de políticas públicas y escritora estadounidense. Harris fue una de los tres asesores principales de políticas de la agenda de la campaña presidencial de 2016 de Hillary Clinton y también se desempeñó como presidenta de la campaña presidencial de 2020 de su hermana, Kamala Harris.
Harris nació en Champaign–Urbana, Illinois, y estudió en la Bishop O'Dowd High School en Oakland, California, en la Universidad de California, Berkeley y en la Universidad de Stanford. Estuvo involucrada con PolicyLink, la Unión Estadounidense por las Libertades Civiles y el Centro para el Progreso Estadounidense.

## Primeros años y educación
Maya Lakshmi Harris nació en Champaign-Urbana, Illinois, y creció en el área de la Bahía de San Francisco y Montreal, Quebec. Es la hija menor de Shyamala Gopalan Harris (1938-2009), una investigadora del cáncer de mama que emigró de Madrás (ahora conocida como Chennai), India, en 1960; y Donald Harris, un profesor de economía de la Universidad de Stanford nacido en Jamaica, ahora emérito. Su abuelo materno, PV Gopalan, fue funcionario de carrera del Gobierno de la India. Ella y su hermana mayor, Kamala, fueron criadas con creencias de la fe bautista e hindú. A los 17 años, dio a luz como madre soltera a su única hija, Meena Harris. Obtuvo su licenciatura en Artes en la Universidad de California, Berkeley en 1989. Ese año, se matriculó en la Facultad de Derecho de Stanford. Mientras estuvo en Stanford, fue editora de la Stanford Law Review y participó activamente en el Proyecto de Derecho Comunitario de East Palo Alto, desempeñándose como co-coordinadora de la Clínica de Violencia Doméstica y copresidenta del Comité Directivo Estudiantil. Obtuvo su título de Juris Doctor en 1992 "con distinción".

## Carrera

### Legal
Después de recibir su título de JD de la Facultad de Derecho de Stanford, Harris trabajó como asistente legal para el juez del Tribunal de Distrito de los Estados Unidos James Ware en el Distrito Norte de California. En 1994, Harris se unió al bufete de abogados de San Francisco Jackson Tufts Cole & Black, LLP, trabajando en litigios civiles y penales. La empresa se disolvió en 1999.
Harris se desempeñó como profesora adjunta de derecho en la Facultad de Derecho de la Universidad de San Francisco. También enseñó discriminación de género en la Facultad de Derecho de la UC Hastings, derecho contractual en la ahora cerrada Facultad de Derecho del New College de California, y fue decana de la Facultad de Derecho Lincoln de San José, no acreditada por la ABA. A los 29 años, era una de las decanas de facultades de derecho más jóvenes de la historia de Estados Unidos, y la única mujer india en ese momento.

### Activismo

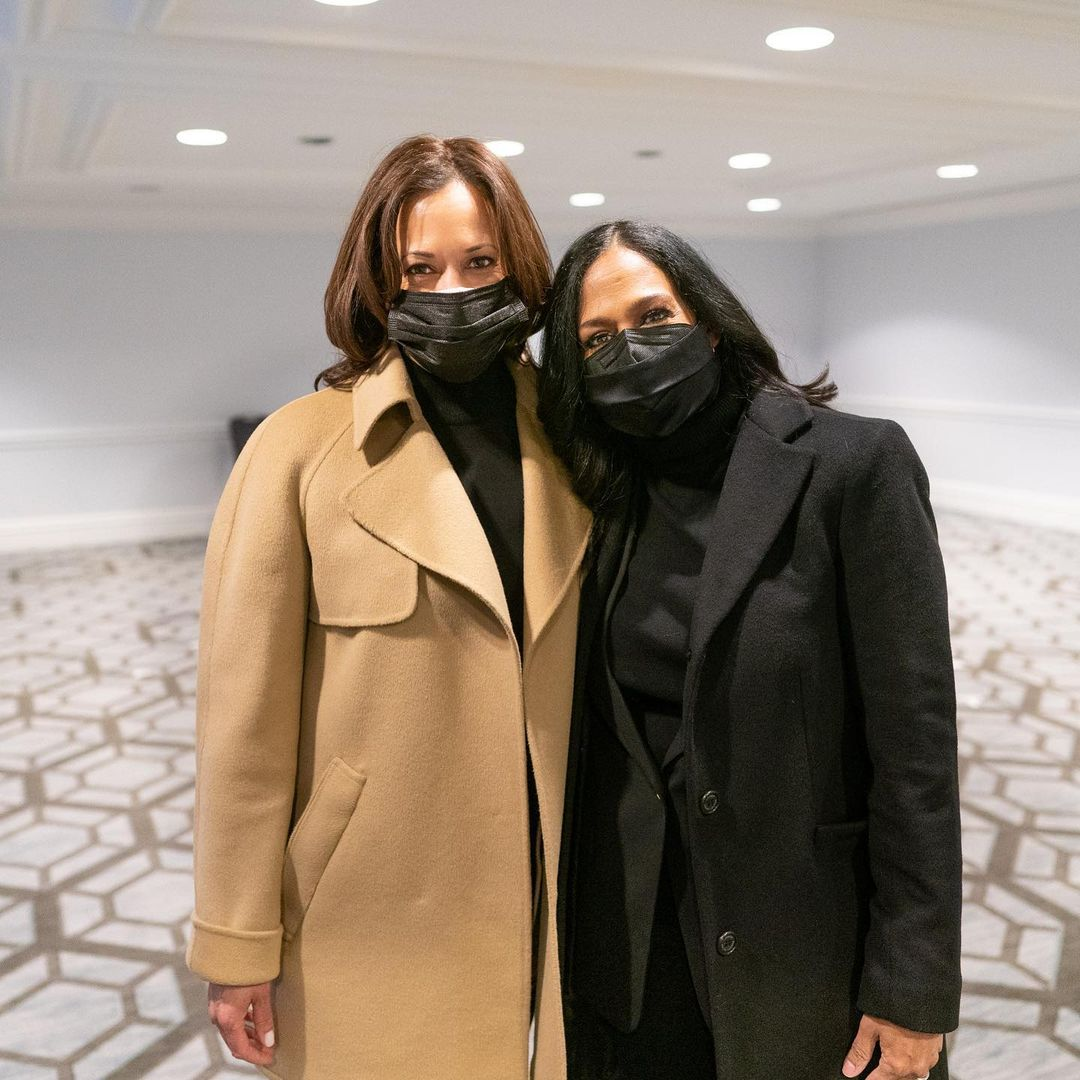
Maya con su hermana, la vicepresidenta Kamala Harris

Harris fue asociada senior en PolicyLink, un instituto nacional de investigación y acción dedicado a promover la equidad económica y social. En esa capacidad, organizó conferencias sobre las relaciones entre la policía y la comunidad  y abogó por la reforma policial, siendo autora de dos publicaciones nacionales.
Harris se desempeñó como directora ejecutiva de la Unión Estadounidense de Libertades Civiles del Norte de California. Fue la primera jamaiquina estadounidense en dirigir la ACLU del norte de California y la primera directora ejecutiva del sur de Asia de una filial de la ACLU. En su papel como jefa de la oficina afiliada más grande de la ACLU, Harris dirigió y coordinó los litigios, las relaciones con los medios, el cabildeo y el trabajo de organización de base. Anteriormente se desempeñó como Directora del Proyecto de Justicia Racial de la filial, estableciendo prioridades que incluían la eliminación de las disparidades raciales en el sistema de justicia penal y el logro de la equidad educativa en las escuelas públicas de California. En 2003, Harris fue la directora del Norte de California para No on 54, la exitosa campaña para derrotar la Proposición 54, que buscaba prohibir a las agencias estatales recopilar datos raciales y étnicos. En 2006, fue la abogada principal en el caso de la Liga de Mujeres Votantes de California contra McPherson, que restauró el derecho al voto a más de 100.000 californianos que se encontraban en cárceles del condado en libertad condicional por condenas por delitos graves.

### Filantropía
En 2008, Harris fue nombrada vicepresidenta de democracia, derechos y justicia de la Fundación Ford. El programa se centró en promover una gobernanza eficaz, aumentar la participación democrática y proteger y promover los derechos humanos en todo el mundo, y dirigió un equipo global que otorgó subvenciones por más de 150 millones de dólares anuales.

### Política
Harris fue asociada senior en PolicyLink. Desde 2008 hasta 2013, Harris fue vicepresidenta de Democracia, Derechos y Justicia en la Fundación Ford. Antes de unirse a la Fundación Ford, se desempeñó como directora ejecutiva de la Unión Estadounidense por las Libertades Civiles (ACLU) del Norte de California, la filial más grande de la ACLU en el país. Harris fue anteriormente miembro senior del Centro para el Progreso Americano  y profesora visitante en la Facultad de Derecho de Harvard. Fue analista política y legal de MSNBC desde 2017 hasta 2018.
Como representante de la campaña de Hillary Clinton ante el Comité de Plataforma del Partido Demócrata, Harris ayudó a redactar la plataforma de 2016. Harris se desempeñó como jefa de campaña de su hermana en la campaña presidencial de 2020 hasta que se suspendió la campaña.

## Escritura
Harris es autor del ensayo "Fomentar una policía responsable centrada en la comunidad", que apareció en el libro de 2006 The Covenant with Black America. También colaboró como autora en The Shriver Report: A Woman's Nation Pushes Back from the Brink, y publicó el ensayo "La brecha salarial de género: una cuestión de derechos civiles para nuestro tiempo".
Harris es autora de publicaciones que incluyen Community-Centered Policing: A Force for Change, un informe que destaca las prácticas policiales centradas en la comunidad en todo el país, y Organized for Change: The Activist's Guide to Police Reform, un manual de defensa de la reforma policial. En 2008, Harris publicó Making Every Vote Count: Reforming Felony Disenfranchise Policies and Practices in California (Hacer que cada voto cuente: reformar las políticas y prácticas de privación de derechos por delitos graves en California). En 2014, fue autora de Mujeres de color: una fuerza creciente en el electorado estadounidense.
En 2020, Harris escribió en The Atlantic y Women's Health Magazine sobre cómo es vivir con lupus, una enfermedad crónica que le diagnosticaron a los 22 años.

## Premios y honores
En 1997, la División de Abogados Jóvenes de la Asociación Nacional de Abogados la honró con el Premio al Abogado Joven del Año Junius W. Williams. Al año siguiente, fue nombrada una de las 20 abogadas emergentes menores de 40 años por el San Francisco Daily Journal.
En 2006, Harris fue nombrada una de los diez Desis notables del año. En 2008 recibió el premio Women Who Dare from Girls, Inc. En 2009, Harris fue nombrada miembro de la primera clase de The Root 100, que celebra el "liderazgo, el servicio y la excelencia de los hombres y mujeres afroamericanos cuya pasión, dedicación y trabajo innovador los han distinguido". En 2014, recibió el premio Champion of Justice Award de Equal Rights Advocates, un premio que se otorga anualmente a un héroe del movimiento por la igualdad de género.

## Vida personal

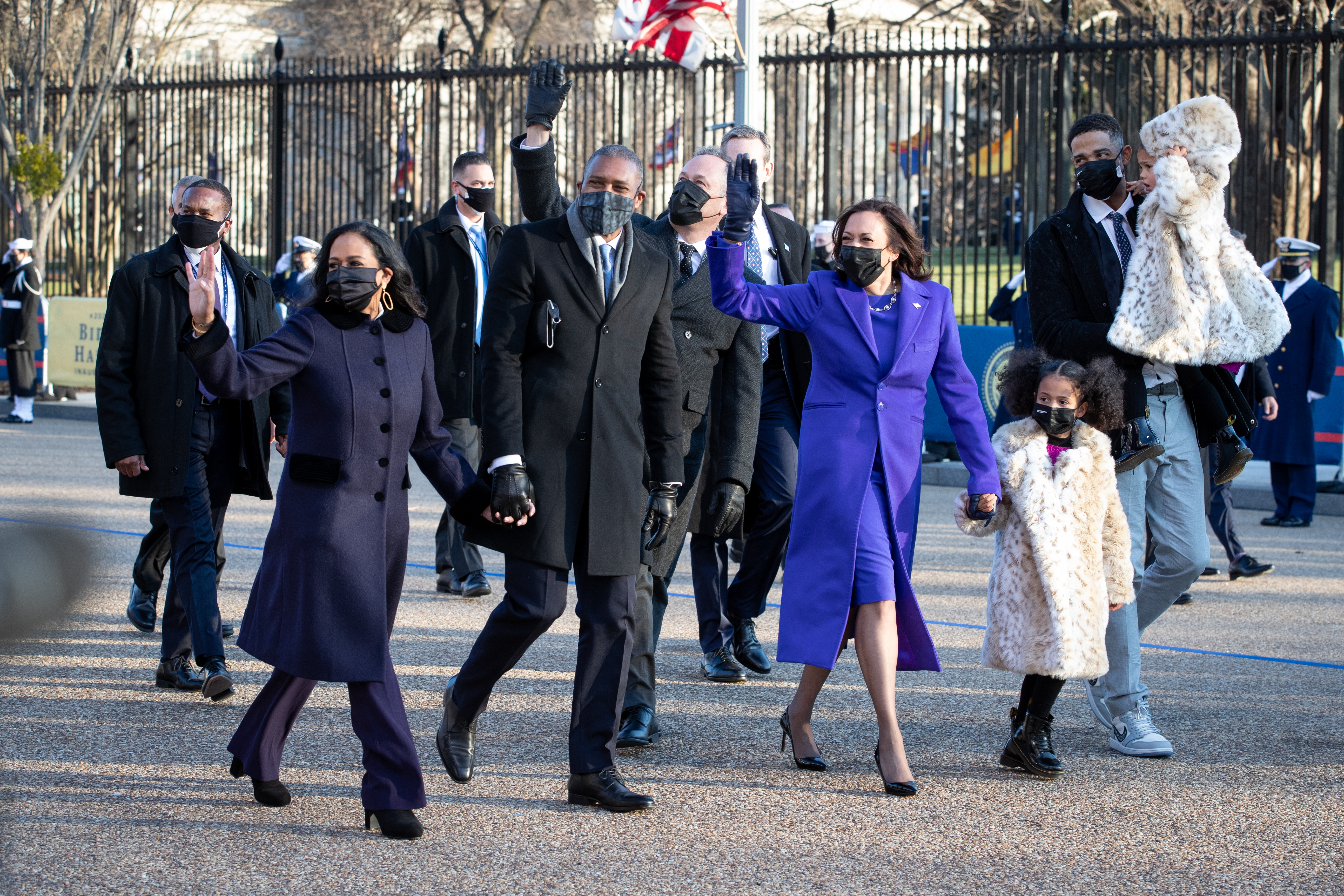
La vicepresidenta Kamala Harris y su familia caminan hacia la Casa Blanca en Pennsylvania Avenue el 20 de enero de 2021.

Harris no ha revelado públicamente el padre de su hijo, a quien dio a luz en 1984. Está casada con Tony West desde julio de 1998. Maya y Tony estaban en la clase de 1992 en la Facultad de Derecho de Stanford, donde se hicieron amigos pero no comenzaron una relación hasta después de la graduación. Su hija, Meena Harris, se graduó en Stanford en 2006 y en la Facultad de Derecho de Harvard en 2012.  Su hermana, Kamala Harris, es la vicepresidenta de los Estados Unidos y candidata demócrata a la presidencia en 2024. 